# DNAJB4
DNAJB4 (англ. DnaJ heat shock protein family (Hsp40) member B4) – білок, який кодується однойменним геном, розташованим у людей на короткому плечі 1-ї хромосоми.  Довжина поліпептидного ланцюга білка становить 337 амінокислот, а молекулярна маса — 37 807.
| 10         |  | 20         |  | 30         |  | 40         |  | 50         |
| ---------- |  | ---------- |  | ---------- |  | ---------- |  | ---------- |
| MGKDYYCILG |  | IEKGASDEDI |  | KKAYRKQALK |  | FHPDKNKSPQ |  | AEEKFKEVAE |
| AYEVLSDPKK |  | REIYDQFGEE |  | GLKGGAGGTD |  | GQGGTFRYTF |  | HGDPHATFAA |
| FFGGSNPFEI |  | FFGRRMGGGR |  | DSEEMEIDGD |  | PFSAFGFSMN |  | GYPRDRNSVG |
| PSRLKQDPPV |  | IHELRVSLEE |  | IYSGCTKRMK |  | ISRKRLNADG |  | RSYRSEDKIL |
| TIEIKKGWKE |  | GTKITFPREG |  | DETPNSIPAD |  | IVFIIKDKDH |  | PKFKRDGSNI |
| IYTAKISLRE |  | ALCGCSINVP |  | TLDGRNIPMS |  | VNDIVKPGMR |  | RRIIGYGLPF |
| PKNPDQRGDL |  | LIEFEVSFPD |  | TISSSSKEVL |  | RKHLPAS    |  |            |

A: Аланін

C: Цистеїн

D: Аспарагінова кислота

E: Глутамінова кислота

F: Фенілаланін

G: Гліцин

H: Гістидин

I: Ізолейцин

K: Лізин

L: Лейцин

M: Метіонін

N: Аспарагін

P: Пролін

Q: Глутамін

R: Аргінін

S: Серин

T: Треонін

V: Валін

W: Триптофан

Кодований геном білок за функціями належить до шаперонів, фосфопротеїнів. 
Задіяний у такому біологічному процесі як відповідь на стрес. 
Локалізований у клітинній мембрані, цитоплазмі, мембрані.